# Hephathus achilleae
Hephathus achilleae är en insektsart som beskrevs av Mitjaev 1967. Hephathus achilleae ingår i släktet Hephathus och familjen dvärgstritar. Inga underarter finns listade i Catalogue of Life.